# Ден, Зигфрид Вильгельм
Зигфрид Вильгельм Ден (нем. Siegfried Wilhelm Dehn; 24 февраля или 25 февраля 1799, Альтона (Гамбург) — 12 апреля 1858, Берлин) — немецкий музыковед

 и музыкальный педагог, исследователь контрапункта.

## Биография
Зигфрид Вильгельм Ден родился 24 февраля 1799 года в Альтоне.
Среди его учеников наряду с немецкими композиторами (Мартином Блумнером, Теодором Куллаком, Фридрихом Килем, Генрихом Гофманом, Бернхардом Шольцем и др.) были и русские, в том числе Михаил Глинка, Антон и Николай Рубинштейны. В 1850 году Ден выступил одним из соучредителей Баховского общества. Подготовил к изданию ряд музыкальных текстов XVI—XVII вв., в том числе партитуры Орландо Лассо.
С 1839 года продолжил издание музыкальной газеты «Цецилия» («Caecilia, eine Zeitschrift für die musikalische Welt»), созданной в 1824 году Готфридом Вебером.

## Труды
- Theoretisch-praktische Harmonielehre mit angefügten Generalbaßbeispielen. — Berlin, 1840.
- Analyse dreier Fugen von S. Bach und einer Vocalfuge von A. M. Bononcini’s. — 1858.
- Lehre vom Contrapunkt, Canon und Fuge. — 1859.